# تيتسويا نايتو
تيتسويا نايتو (باليابانية: 内藤哲也؛ بالكانا: ないとう てつや) هو مصارع محترف ياباني موقع لصالح اتحاد نيو جابان برو ريسلينج ، ولد في 22 يونيو 1982 في أداتشي في اليابان.
تيتسويا نايتو يشتهر بكونه المصارع الوحيد الذي حمل لقبي IWGP العالم للوزن الثقيل والقارات في الوقت نفسه وهذا بعد فوزه علي النجم كازوتشيكا اوكادا في عرض ريسيل كينجدوم 2020
و صارع في اتحاد CMLL وTNA بالإضافة للمصارعة في اتحاد NJPW اتحاده الحالي
حقق تاتسويا نايتو معظم القاب وبطولات اتحاد NJPW بأستثناء لقب الولايات المتحدة ولقب الجونيور للوزن الثقيل ولقب النيفير للفرق السداسية. 

## وصلات خارجية
- تيتسويا نايتو على موقع WrestlingData.com (الإنجليزية)
- تيتسويا نايتو على موقع CageMatch worker (الإنجليزية)
- تيتسويا نايتو على موقع قاعدة بيانات المصارعة على الإنترنت (الإنجليزية)
- تيتسويا نايتو على موقع عالم المصارعة على الإنترنت (الإنجليزية)

- تيتسويا نايتو على موقع IMDb (الإنجليزية)